# Hein Sinken

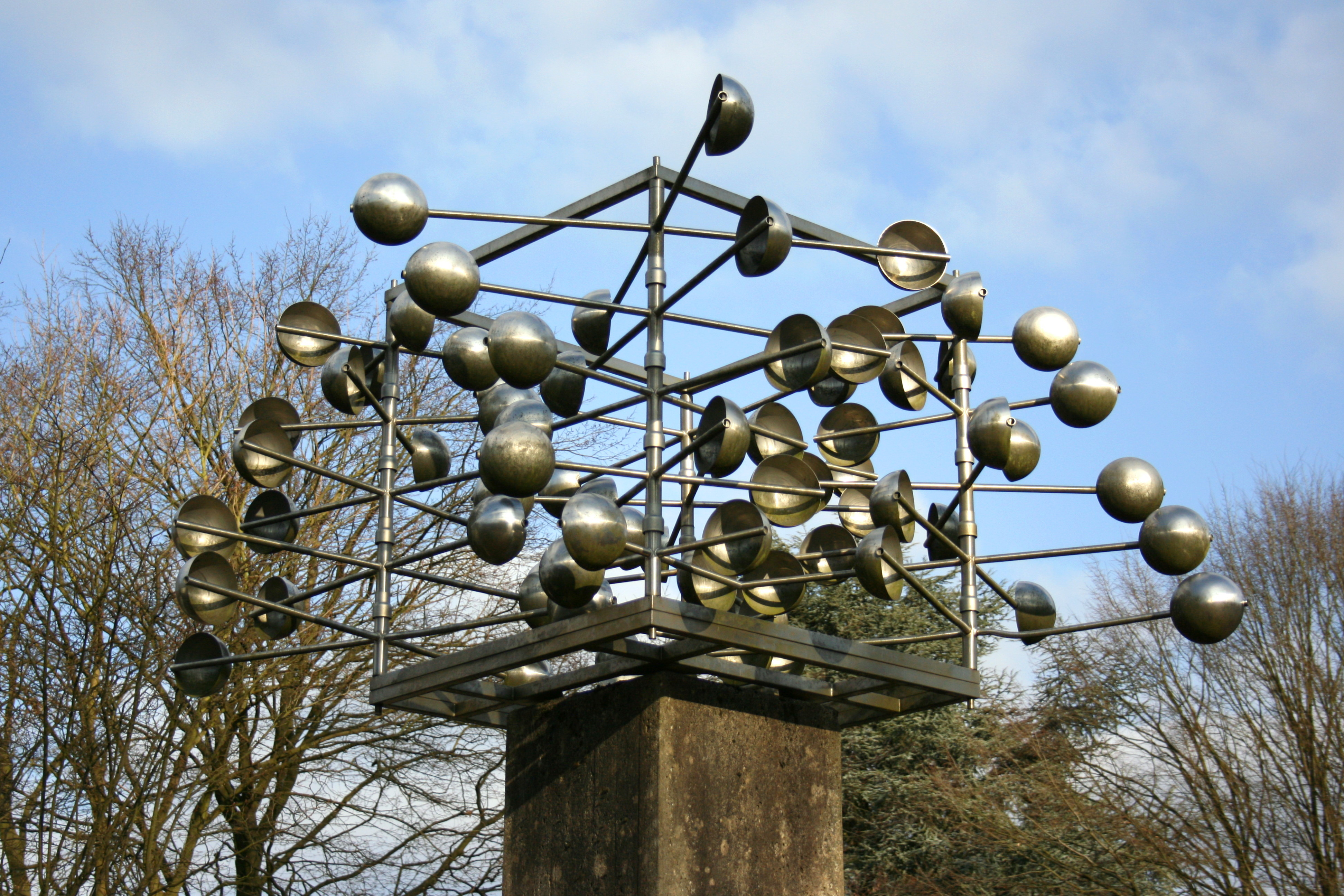
Windspiel, Wuppertal

Hein Sinken (* 21. Oktober 1914 in Aachen; † 1987 in Berlin) war ein deutscher Bildhauer, der Werke der figurativen, abstrakten und kinetischen Kunst schuf.

## Biografie
Sinken arbeitete seit 1932 als ein traditioneller Bildhauer in Berlin. Er schuf Reliefs, Büsten und Monumente im Öffentlichen Raum. In der Zeit des Nationalsozialismus war Sinken obligatorisches Mitglied der Reichskammer der bildenden Künste. 
In der DDR war er Mitglied des Verbands Bildender Künstler und Mitglied der Auftragskommission des Bezirks Potsdam für die Vergabe von Aufträgen an bildende Künstler zur künstlerischen Ausgestaltung von Neubauten und den Abschluss entsprechender Werkverträge.
1949 erhielt er den Preis für Bildhauerei des Rates des Bezirks Potsdam. Ab 1959 schuf er auch sakrale Werke.
Um dem Druck in der  DDR im Kunstschaffen des Sozialistischen Realismus zu entgehen, ging er 1959 in den Westen und zog in seine Geburtsstadt Aachen, wo er mit seinen Werken bekannt wurde. 1962 zog er nach West-Berlin, dort hinterließ er viele Werke. Von 1966 bis 1971 war er Dozent an der Technischen Universität Berlin.
1966 schuf Sinken sein erstes windkinetisches Objekt: Windmühle, Aerokinetische Plastik, womit sich seine Bekanntheit in Deutschland schnell entwickelte. 1970 nahm er an der Ausstellung Straßenkunst Hannover 1970 in Hannover teil; sein dort geschaffenes Werk kaufte 1972 die Stadt Heidelberg an. Von 1972 an erhielt Sinken in seiner Atelierarbeit technische Unterstützung durch Michael Wendt. 1982 nahm Sinken an der documenta 7 in Kassel teil, seinem Objekt Balance wurde ein 1. Preis zuteil. Es befindet sich noch an dem von dem Künstler ausgewähltem Platz in Kassel. Als Sinken 1987 starb, wurde er auf dem Heidefriedhof in Berlin beerdigt. Auf seinem Grab wurde eines seiner kinetischen Werke aufgestellt.

## Werke (Auswahl)
- Generalmusikdirektor Herbert von Karajan (Büste, Gips; ausgestellt 1938 auf der Großen Deutschen Kunstausstellung)[2]
- Staatsschauspieler Willy Birgel (Büste, Bronze; ausgestellt 1940 auf der Großen Deutschen Kunstausstellung)[3]

- Otto Büchner (Büste, Bronze; 1952 in der Ausstellung „Berliner Künstler“)
- Junge Sportlerin (Bronze; in der Ausstellung „Berliner Künstler“)

- Dr. Heinrich Hertz (um 1953, Büste, Bronze)[4][5]
- Wilhelm Pieck (um 1953, Büste, Gips)[6][5]
- Junger Pionier im Friedenskampf (Skulptur, Gips)[7]
- Prof. Dr. Mitscherlich (Büste, Gips; ausgestellt 1958/1959 auf der Vierten Deutschen Kunstausstellung)[8][9]
- Stehendes Knabenpaar[10] (1952/56), Ellernweg in Berlin-Treptow
- Windmühle, Aerokinetische Plastik (1966), Wolfsburger Weg in Berlin-Tempelhof
- Windbewegtes Objekt (1968), Straße des 17. Juni, Berlin-Charlottenburg
- Windbewegtes Objekt (1969), Skulpturenpark am Lehmbruck-Museum, Jägerstraße in Duisburg
- Bewegliche Metallplastik (1970), Fürstliches Residenzschloss Detmold
- Symposium Urbanum (1971), Wöhrder See Nürnberg
- Mobile (1972), Stadthof in Offenbach am Main
- Windbewegtes Objekt II (1972), Skulpturensammlung im Skulpturenmuseum Glaskasten in Marl
- Windobjekt 72 (1972), Reibeckstraße in Berlin-Tempelhof
- Kinetisches Objekt (1973), Gesamtschule West, dann Martinistraße/Balgebrückstraße in Bremen
- Windspiel (1974), Stadtbad Vohwinkel in Wuppertal
- Windobjekt (1976), Hänselstraße in Berlin-Neukölln
- Windobjekt (1978), Barbarastraße in Berlin-Steglitz
- Windobjekt in Bremen[11] (1978), Kaisenarkaden an der Tiefer in Bremen
- Wasser/Windobjekt[12] (1978/80), Falkenhagener Feld in Berlin-Spandau
- Windobjekt[13] (1980), Deutsche Schule in Barcelona
- Balance (1980), Paulstraße in Berlin-Tiergarten
- Balance (1982). Edelstahl, Kreissparkasse Segeberg, Oldesloeer Str. 24, Bad Segeberg
- Balance II (1982), Edelstahl, Untere Königsstraße in Kassel
- Balance IV (1984), Besucherterrasse des Flughafens Tegel in Berlin

## Buchpublikationen Sinkens
- Junge Bildhauer. Der Kinderbuchverlag, Berlin, 1954

## Weitere Ausstellungen (unvollständig)
- 1938 und 1940: München, Große Deutsche Kunstausstellung
- 1949: Potsdam, Bezirkskunstausstellung

- 1951/52: Berlin, Museumsbau am Kupfergraben („Künstler schaffen für den Frieden“)
- 1952: Bautzen, Görlitz und Zittau („Berliner Künstler“)

- 1953 und 1958/1959: Dresden, Albertinum (Deutsche Kunstausstellung)

- 1974: Kiel, Kunsthalle („Windbewegte Objekte. 1968-1974“)

- 1979: Bremerhaven, Kunsthalle

## Galerie

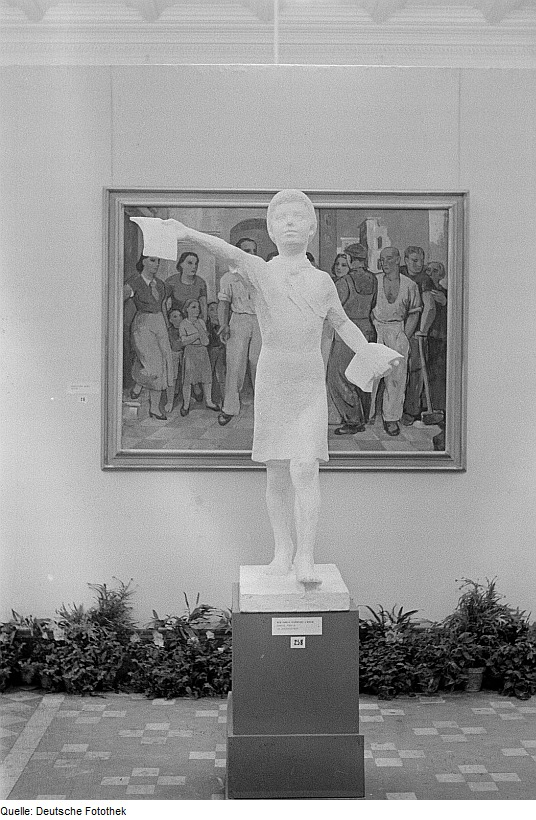
Junger Pionier im Friedenskampf (1951)
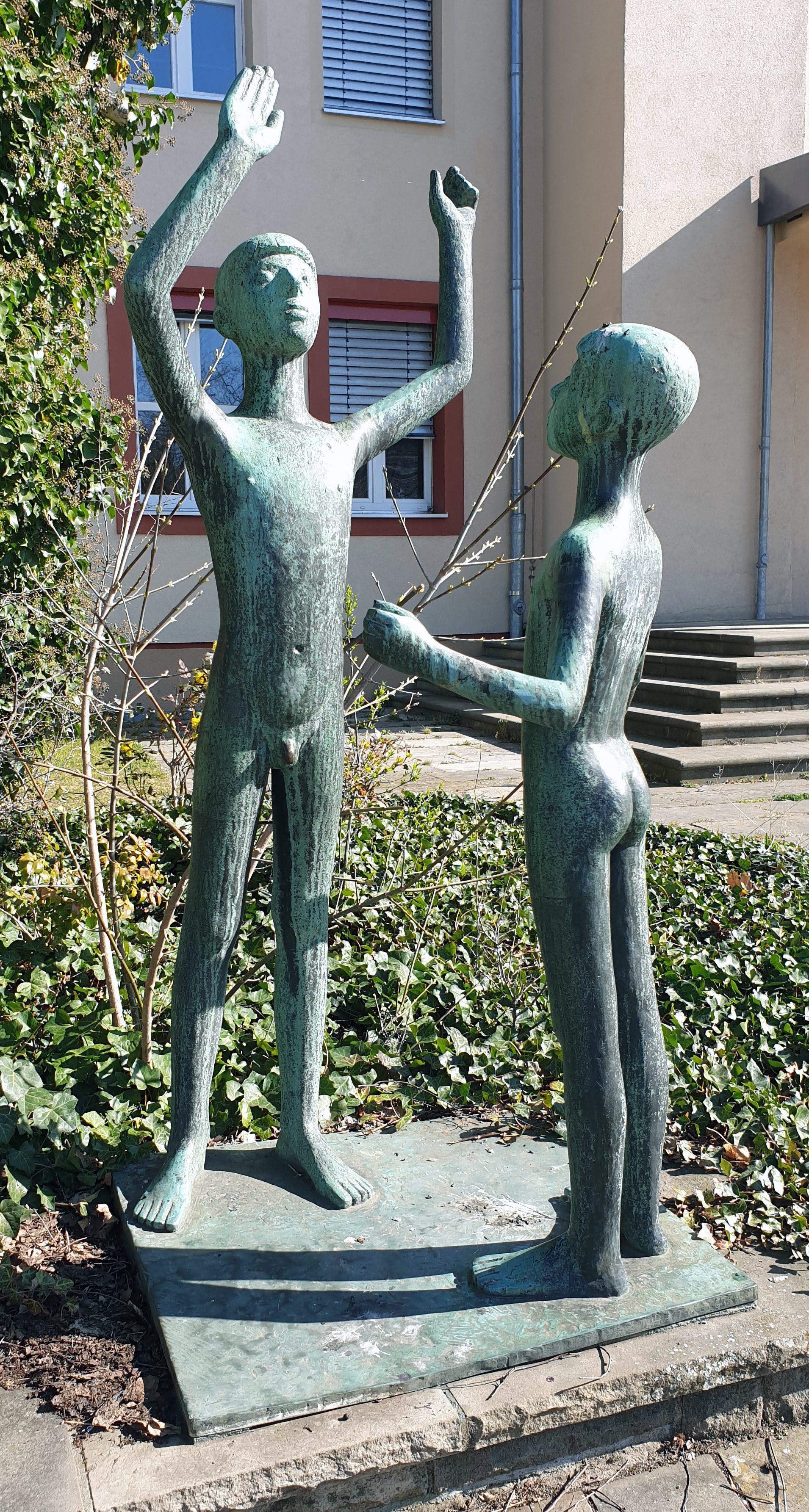
„Stehendes Knabenpaar“, (1952), Berlin-Johannisthal
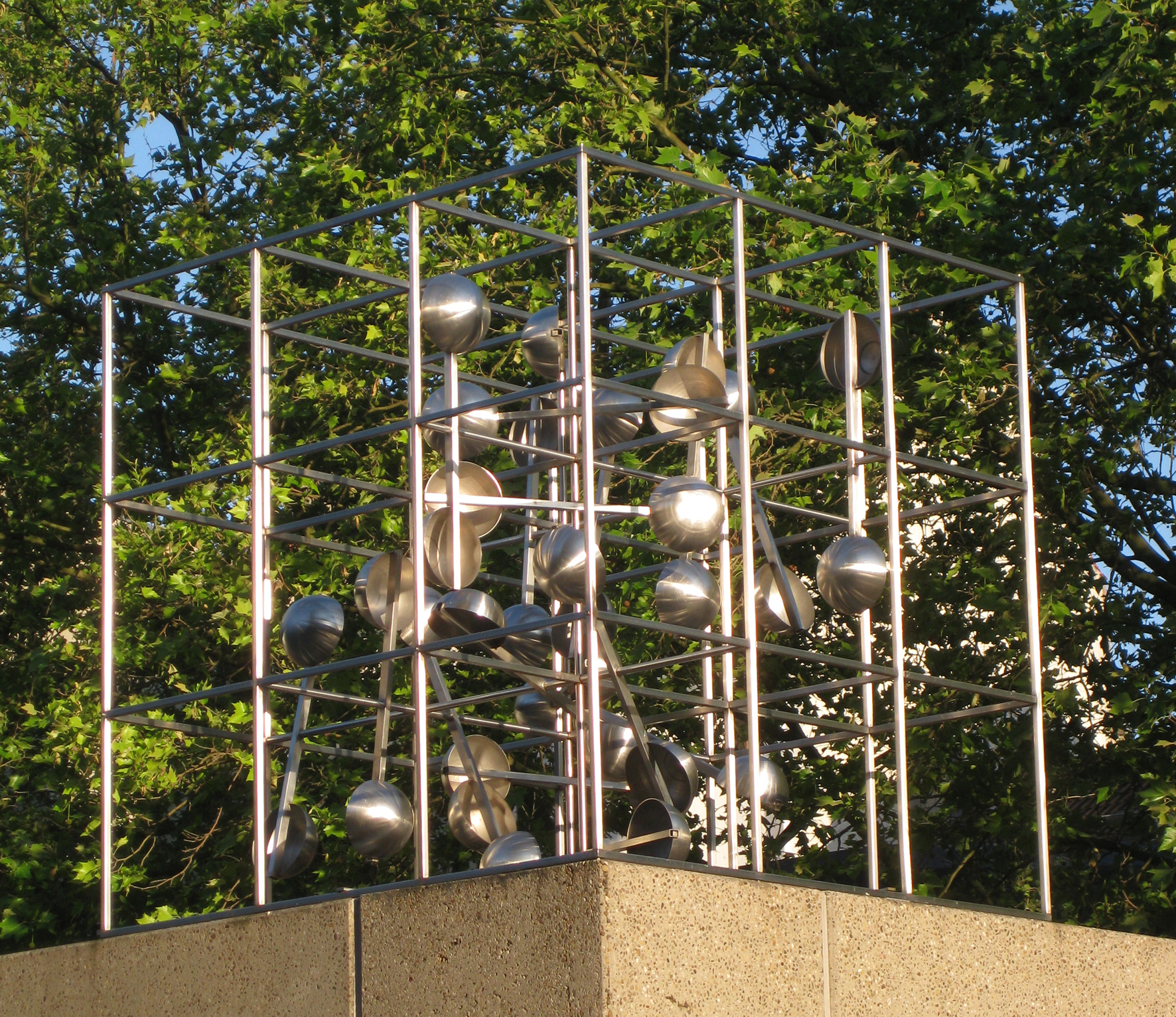
Mobile (1972), Offenbach
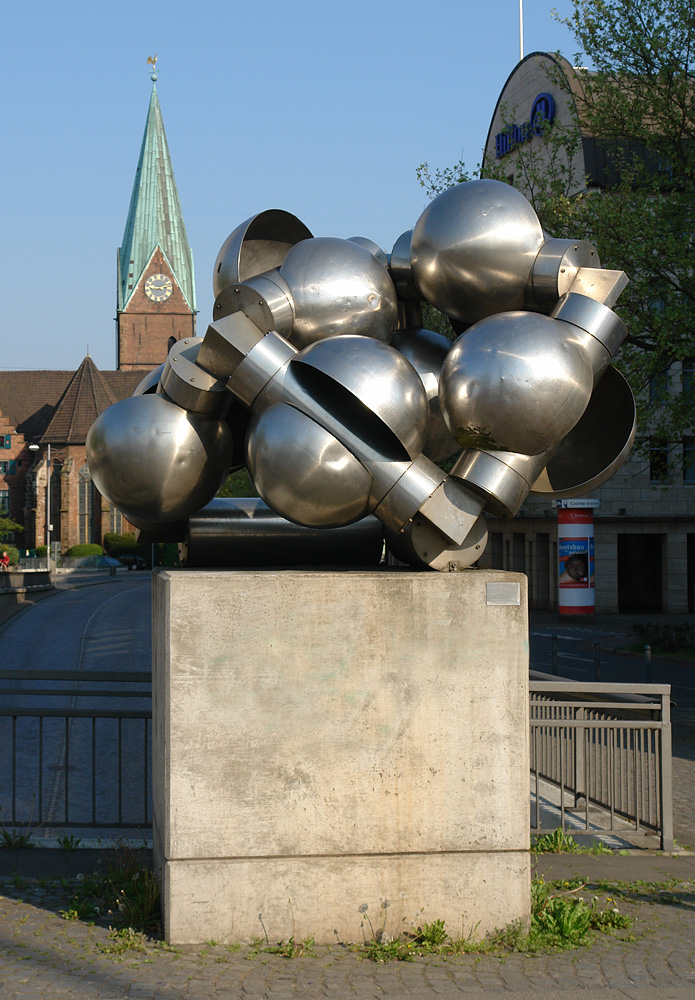
Kinetisches Objekt in Bremen (1973)
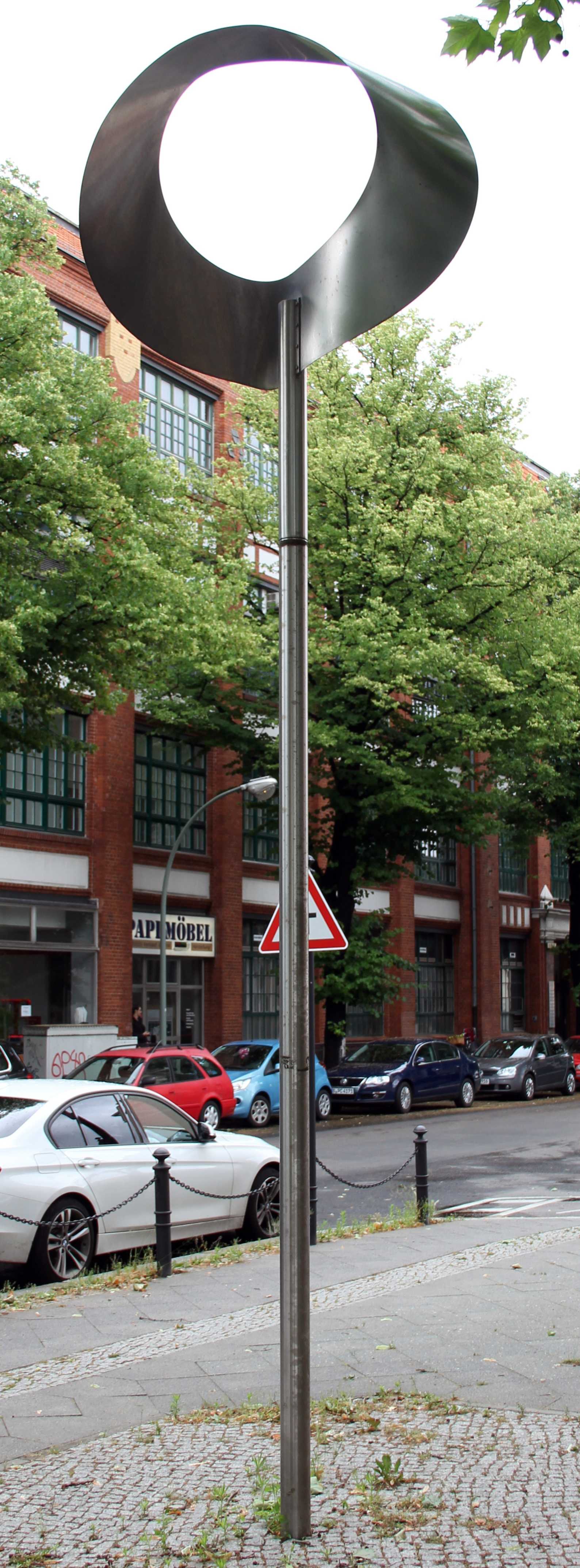
„Windspiel“ (1977), Berlin-Tempelhof
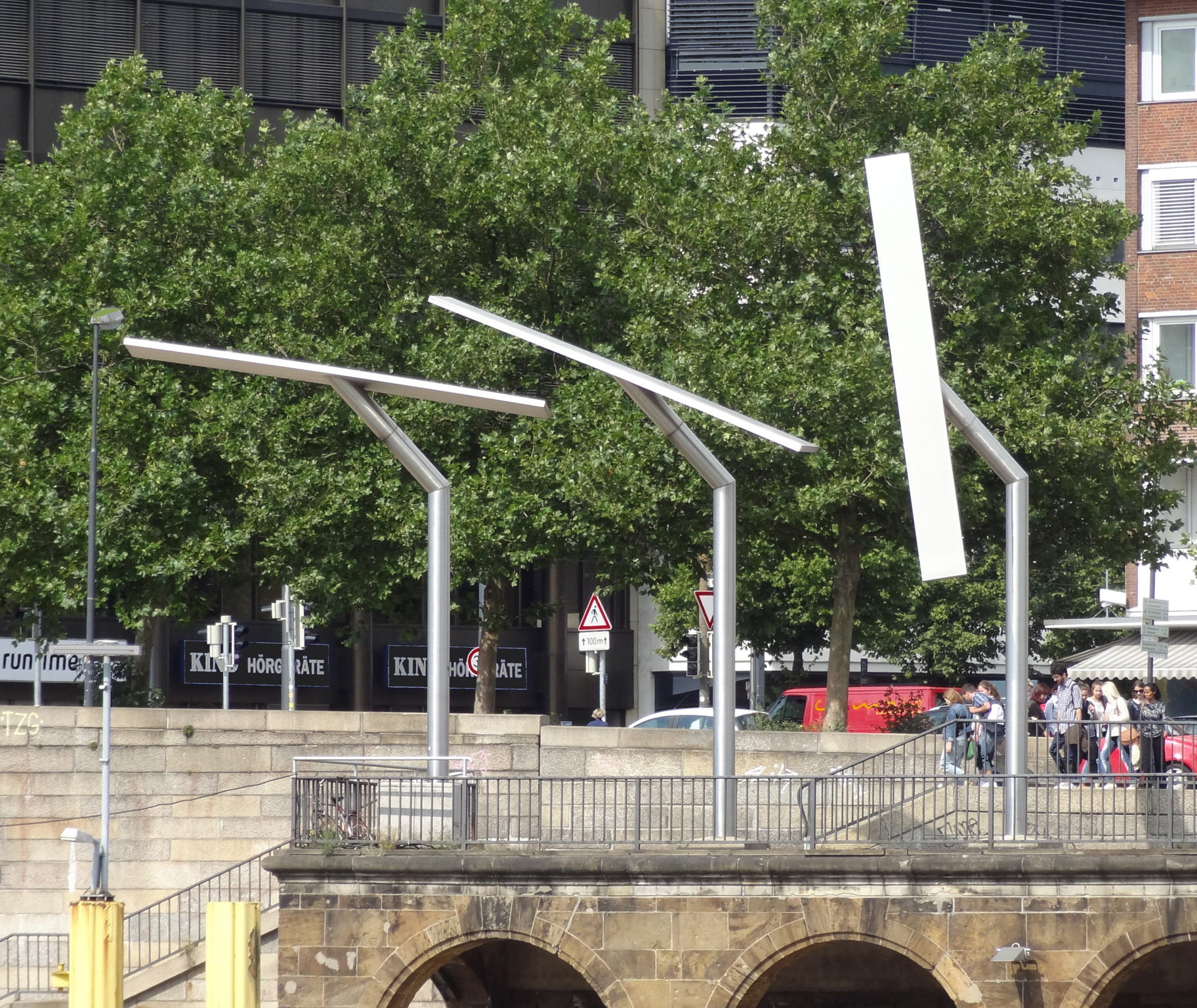
Windobjekt in Bremen (1978)
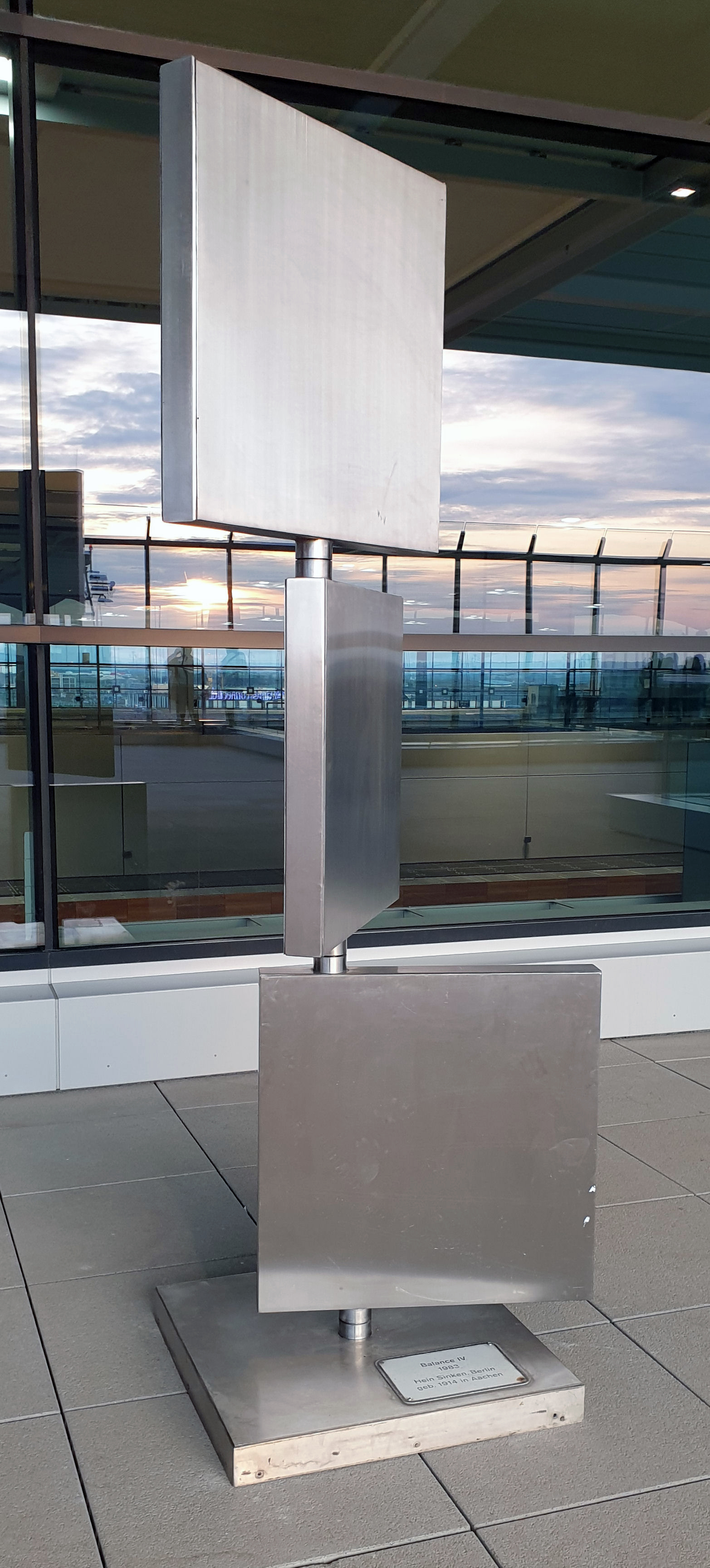
„Balance IV“ (1983), Schönefeld